# Gerhard Kilger
Gerhard Kilger (* 1946 in Tübingen) ist ein deutscher Physiker, freier Künstler und Dozent für Lithographie. Er war bis 2013 Direktor der DASA – Arbeitswelt Ausstellung im nordrhein-westfälischen Dortmund.

## Leben
Gerhard Kilger wuchs in Tübingen auf. Nach Abschluss seiner schulischen Ausbildung studierte er von 1967 bis 1974 Physik und Philosophie an den Universitäten Freiburg und Tübingen. Anschließend war er von 1974 bis 1980 als wissenschaftlicher Angestellter am Institut für Angewandte Physik der Universität Tübingen tätig und befasste sich dort insbesondere mit Aufbau und Leitung eines Halbleiterpraktikums sowie mit Forschungstätigkeit im Bereich der Mikrominiaturisierung für die Herstellung von Halbleiterchips. 1980 promovierte er am Institut für Angewandte Physik mit einer Dissertation über Elektronenstrahllithographie.
Nebenher ist Kilger seit 1972 als freier Künstler tätig. Außerdem lehrte und lehrt er in Nebentätigkeit als Dozent für Lithographie an der Europäischen Sommerakademie in Trier sowie an der Universität Tübingen und den Künstlerhäusern in Heidelberg, Mannheim und Tübingen.

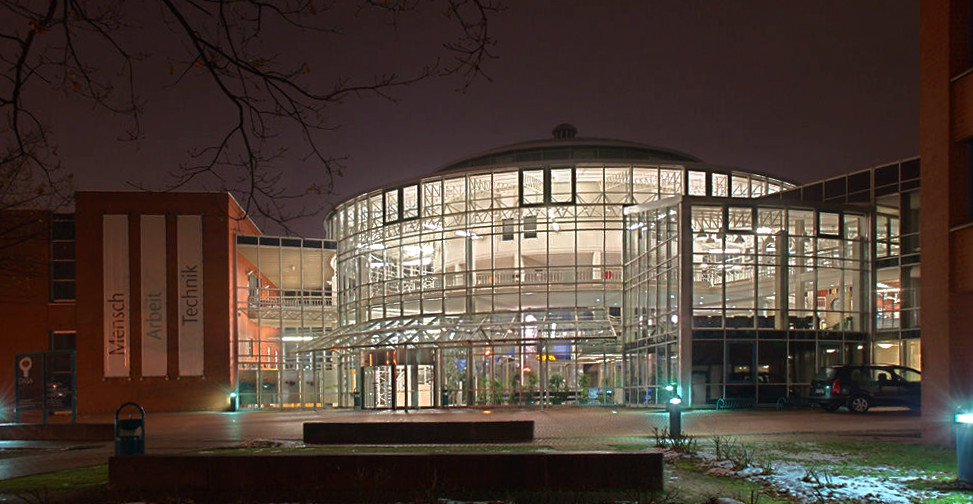
Die DASA in Dortmund (2011).

Von 1980 bis 1988 war er zunächst Konservator und später Oberkonservator am Landesmuseum für Technik und Arbeit (seit 2010: Technoseum) in Mannheim. 1988 wurde er Direktor der Deutschen Arbeitsausstellung in Dortmund, die in die Bundesanstalt für Arbeitsschutz und Arbeitsmedizin eingebunden ist, und hat das Amt bis 2013 inne. In seine Amtszeit fallen die Weiterentwicklung sowie der umfangreiche Ausbau der Ausstellung, die seit 2000 als DASA – Arbeitswelt Ausstellung auftritt. Die Bundeseinrichtung mit einer Ausstellungsfläche von rd. 13.000 m² gehört seitdem zu den „größten und modernsten Technikmuseen Deutschlands“.
Seit 2001 hat Kilger das jährliche Szenografie-Kolloquium in der DASA veranstaltet. Seit 2014 ist er Initiator und Leiter des
Szenografie-Gipfels, in dem wichtige Experten aus Museen, Hochschulen und Gestalterbüros vertreten sind.
Kilger ist Mitglied des Fachbeirats der DFB-Stiftung Deutsches Fußballmuseum gGmbH, die mit der inhaltlichen und baulichen Planung des Deutschen Fußballmuseums betraut ist.

## Publikationen (Auswahl)
Herausgeber- und Autorenschaft
- Szenografie in Ausstellungen und Museen IV. Raum und Körper – Körperraum, Kreativität und Raumschöpfung. Klartext, Essen 2010, ISBN 978-3-8375-0305-0 (Mitherausgeber: Wolfgang Müller-Kuhlmann; herausgegeben für: DASA/Bundesanstalt für Arbeitsschutz und Arbeitsmedizin; Beiträge zu zwei Kolloquien 2008 und 2009 bei der DASA).
- Szenografie in Ausstellungen und Museen III. Raumerfahrung oder Erlebnispark, Raum–Zeit/Zeit–Raum. Klartext, Essen 2007, ISBN 978-3-89861-742-0 (Mitherausgeber: Wolfgang Müller-Kuhlmann; herausgegeben für: DASA/Bundesanstalt für Arbeitsschutz und Arbeitsmedizin; Beiträge zu zwei Kolloquien 2006 und 2007 bei der DASA).
- Szenografie in Ausstellungen und Museen II. Wissensräume, Kunst und Raum – Raum durch Kunst. Klartext, Essen 2006, ISBN 3-89861-462-X (Mitherausgeber: Wolfgang Müller-Kuhlmann; herausgegeben für: DASA/Bundesanstalt für Arbeitsschutz und Arbeitsmedizin; Beiträge zu zwei Kolloquien 2004 und 2005 bei der DASA).
- Szenografie in Ausstellungen und Museen I. Szenografie in Ausstellungen und Museen, Raumkriterien und Innenraumgestaltung, Hybride Räume. Klartext, Essen 2004, ISBN 3-89861-084-5 (Mitherausgeber: Wolfgang Müller-Kuhlmann; herausgegeben für: DASA/Bundesanstalt für Arbeitsschutz und Arbeitsmedizin; Dokumentation der Vorträge aus den drei Szenografie-Kolloquien 2000, 2002 und 2003 bei der DASA).
- Neue Qualität der Arbeit. Wie wir morgen arbeiten werden. Campus-Verlag, Frankfurt am Main 2002, ISBN 3-593-37161-8 (Mitherausgeber: Hans-Jürgen Bieneck; herausgegeben für: DASA, Deutsche Arbeitsschutzausstellung der Bundesanstalt für Arbeitsschutz und Arbeitsmedizin; Aufsatzsammlung; online bei Google Bücher).
- Mensch, Arbeit, Technik. Katalog zur deutschen Arbeitsschutzausstellung. Rheinland-Verlag, Köln 1993, ISBN 3-7927-1405-1 (Mitherausgeber: Ulrich Zumdick; herausgegeben für: Bundesanstalt für Arbeitsschutz; Ausstellungskatalog).

Autorenschaft
- Quality of Work as a Cultural Achievement of the Present. In: Helmut Strasser (Hrsg.): Quality of Work and Products in Enterprises of the Future. Ergonomics. Ergonomia-Verlag, Stuttgart 2003, ISBN 3-935089-68-6 (teilweise deutsch, teilweise englisch).
- Untersuchung der elektronenoptischen Eigenschaften von Ablenksystemen für die Anwendung elektronenlithographischer Bildaufzeichnung. Hochschulschrift, Universität Tübingen, Tübingen 1980 (Dissertation, Universität Tübingen, Fakultät für Angewandte Physik, 1980).